# Iglesia de Santa Eulalia (Berrosteguieta)
La iglesia de Santa Eulalia es un templo situado en el concejo de Berrosteguieta, en el municipio español de Vitoria.

## Descripción

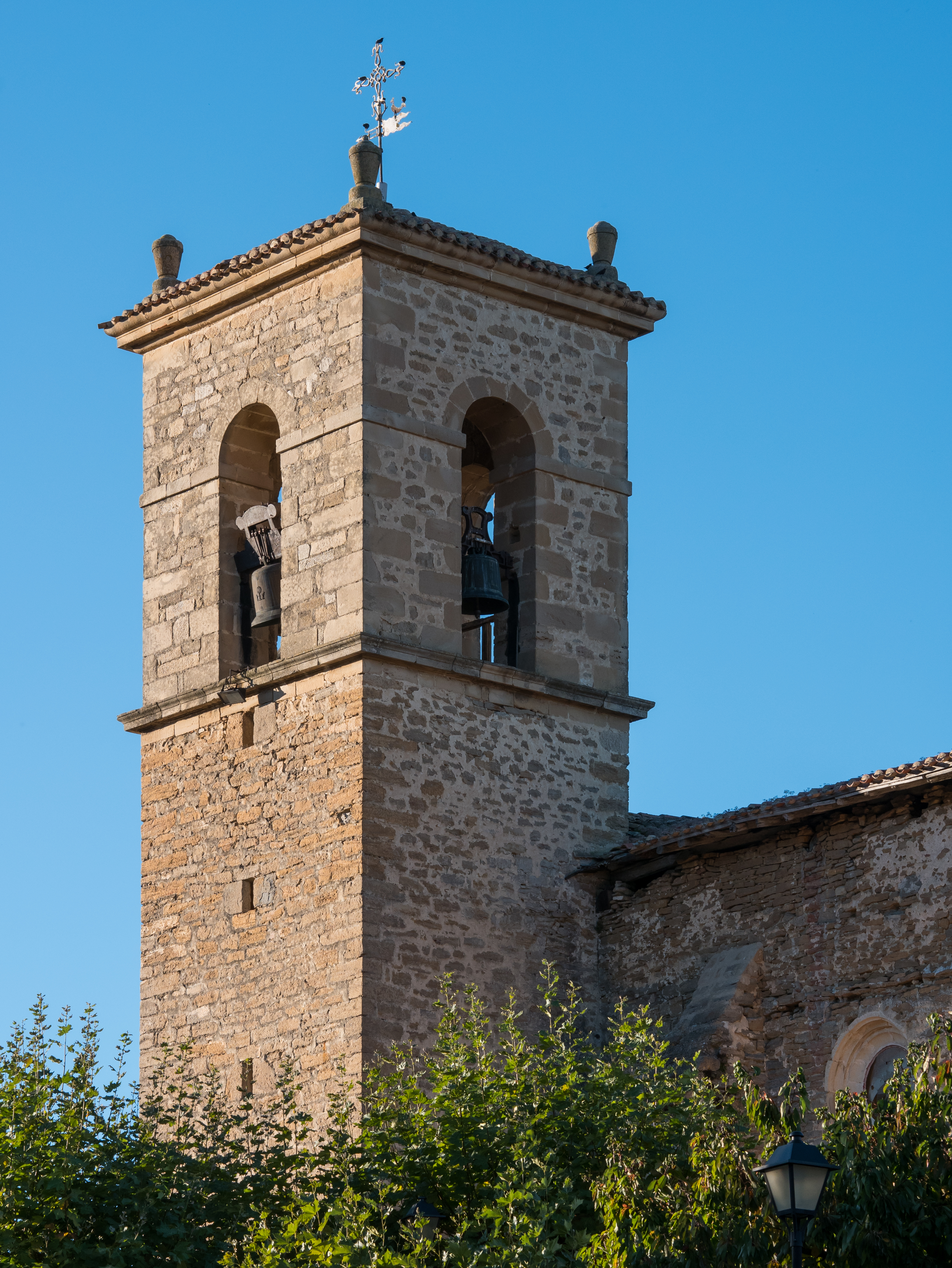
Detalle de la torre de la iglesia

El edificio se encuentra en el concejo alavés de Berrosteguieta, en la comunidad autónoma del País Vasco. Se menciona como iglesia parroquial del lugar en el Diccionario geográfico-estadístico-histórico de España y sus posesiones de Ultramar de Pascual Madoz, donde se dice que a mediados del siglo XIX estaba «servida por dos beneficiados perpetuos con título de cura de patronato del cabildo y del diocesano» y que se veneraba «en ella una espina de la corona de Ntro. Sr. Jesucristo, que se espone á la adoracion pública todos los años por el mes de junio». Décadas después, ya en el siglo XX, Vicente Vera y López vuelve a reseñarla en el tomo de la Geografía general del País Vasco-Navarro dedicado a Álava con las siguientes palabras: «Su parroquia, dedicada á Santa Eulalia, es rural de segunda clase y pertenece al arciprestazgo de Armentia; en ella se guarda y venera una espina de la corona de Nuestra Señor Jesucristo, que anualmente, en el mes de Junio, se expone al público, siendo muchos los devotos de los pueblos inmediatos que acuden á adorarla».
Los registros sacramentales de bautismos, matrimonios y decesos generados por la parroquia de Santa Eulalia desde el siglo XV hasta el final del XIX se conservan con los del resto de iglesias de la provincia en el Archivo Histórico Diocesano de Vitoria, donde pueden consultarse.